# Östra göl
Östra göl är en sjö i Sävsjö kommun i Småland och ingår i Lagans huvudavrinningsområde. Sjön är 1,7 meter djup, har en yta på 0,025 kvadratkilometer och befinner sig 213 meter över havet.